# طبس مسينا
طبس مسينا (بالفارسية: طبس مسینا) هي منطقة سكنية تقع في إيران في Gazik District. يقدر عدد سكانها بـ 3,776 نسمة .